# Gadung Sari
Gadung Sari is een bestuurslaag in het regentschap Tabanan van de provincie Bali, Indonesië. Gadung Sari telt 1010 inwoners (volkstelling 2010).